# G. D. Baedeker Verlag
Der G. D. Baedeker Verlag war ein Verlag in Essen, der 1775 durch Zacharias Gerhard Diederich Baedeker begonnen und 1816 durch seinen Sohn Gottschalk Diedrich Baedeker unter diesem Namen gegründet wurde.

## Geschichte

### Vorgeschichte
Bereits zu Beginn des 17. Jahrhunderts gab es bereits vereinzelte Drucke in Essen. So wurde 1613 der Essener Almanach gedruckt und 1614 erschien das Essendische Gesangbuch bei Johann Zeisse. In der zweiten Hälfte des 17. Jahrhunderts verlegte der Buchbinder Nicolas Herman Hülßhoff das Oktavbuch Neu vermehrtes Essendisches Gesangbuch, das er in Dortmund drucken ließ.
Der Aufschwung des Essener Druckgewerbes erfolgte im 18. Jahrhundert. Heinrich Kaufmann, ein Buchbinder und Verleger, eröffnete im frühen 18. Jahrhundert eine Druckerei. Als ältestes Werk aus dieser Offizin gilt die Feur- und Brandordnung der Stadt Essen, die 1719 gedruckt wurde. 1738 wurde durch Johann Henrich Wißmann eine weitere Druckerei eröffnet. Er plante die Herausgabe einer Zeitung, musste das Unternehmen jedoch schon nach dem Erscheinen einer Grammatik aufgeben. Die Druckerei Wißmanns wurde 1740 dem städtischen Waisenhaus übertragen. Der Magistrat der damaligen St.-Gertrud-Kirche wollte die Druckerei wieder instand setzen und berief den Buchdrucker Gottschalk Diederich Baedeker, den Vater von Zacharias Baedeker aus Dortmund. Trotz der Anstrengungen des Magistrats, der 275 Reichstaler investierte und eine Verordnung erließ, nach der alle Ämter und Gilden die im Waisenhaus gedruckte Zeitung Neueste Essendische Nachrichten von Staats- und Gelehrten-Sachen abonnieren mussten, machte dieses Unternehmen keinen Gewinn. Deshalb übertrug der Magistrat etwa 1748 die Druckerei Johann Sebastian Straube, welcher diverse Kalender, Schulprogramme und eine Zeitung veröffentlichte. 1753 erwarb Straube die Druckerei für 640 Reichstaler vom Waisenhaus. Nach seinem Tod heiratete Straubes Witwe Gottfried Lebrecht Schmid, der nach Konflikten mit den Stadtoberen jeden Druck vorlegen und sich genehmigen lassen musste. 1769 floh Schmid aus Essen und hinterließ seine Schulden und Verpflichtungen. Die Nachfolge Schmids übernahm Johann Christoph Theodor Wohlleben, der nicht nur die Zeitung, sondern unter anderem auch die Einleitung zu dem Geheimniß des Gnadenbunds des Predigers Friedrich Adolf Lampe aus Bremen druckte. Wohlleben starb am 24. Dezember 1773 und hinterließ die Druckerei seiner Witwe.

### Gründung
Zacharias Baedeker heiratete 1775 Anna Theodora geborene Bastian, die Witwe des Buchdruckers Wohlleben, und übernahm damit das Unternehmen ihres verstorbenen Mannes. Er richtete es auf die Firmenzweige aus, die auch später verfolgt wurden: Buchhandel, Buchverlag, Zeitungsverlag, Druckerei und Bibliothek. Die Konkurrenz auf dem Essener Markt war groß und es gab keine klare Abgrenzung zwischen Buchhändlern, -druckern, Verlegern, Buchbindern und wandernden Buchhändlern.
Das Stammhaus der Baedekers, in dem Zacharias Baedeker und seine Frau einen kleinen Schreibwaren- und Buchhandel betrieben, befand sich in der Kettwiger Straße, dort wo sich heute das Baedekerhaus befindet. In diesem Haus befand sich auch die Wohn- und Arbeitsstätte der Familie. Nachdem Zacharias Baedeker ein Augenleiden bekommen hatte, übernahm sein Sohn Gottschalk Diedrich 1798 die Druckerei und alle Geschäfte. 1803 erwarb er die Helwingsche Universitätsbuchhandlung Duisburg dazu und gründete seine Firma mit dem Namen Baedeker & Kürzel in Duisburg und Essen, die 1816 zum G. D. Baedeker-Verlag wurde.

### Etablierung
Gottschalk Diedrich Baedeker legte während seiner Leitung des Unternehmens die Grundlage für ein erfolgreiches Weiterbestehen. Die elterlichen Geschäftsräume waren für seine Pläne mit dem Unternehmen zu klein, so dass er 1801 das ehemalige Hospital westlich des Kopstadtplatzes für 25 Jahre pachtete.

### Expansionsphase
Mit den Söhnen Gottschalk Diedrich Baedekers erlebte das Unternehmen eine Phase der Expansion. Eduard und Julius Baedeker führten den Verlag in Essen, Adolph Baedeker war Buchhändler in Rotterdam und Köln, während Karl Baedeker seine bis heute auf dem Markt befindlichen Reiseführer in Koblenz verlegte.
Auf Eduard und Julius Baedeker folgte Julius’ Sohn Diedrich Gottschalk Baedeker 1903 als Alleininhaber, nach dessen Tod 1922 folgte ihm wiederum sein Sohn Alfred Wilhelm Baedeker. Nach ihm übernahm seine Frau Marta Baedeker die Geschäftsleitung, wobei sie die Firma über die Zeit des Nationalsozialismus und des Zweiten Weltkrieges brachte.
Von 1927 bis 1928 wurde am Burgplatz in Essen das Baedekerhaus als neuer Unternehmenssitz errichtet.
1963 gründete Marta Baedeker aus Sorge um das Geschäft die G. D. Baedeker-Stiftung.

### Übernahme und Schließung
1983 übernahm die Sutter-Gruppe die Baedeker-Buchhandlungen, 2003 ging diese an Buch und Kunst mit Sitz in Dresden. Schließlich übernahm die Buchhandelsgruppe Thalia Anfang 2007 Baedeker und ließ alle Schriftzüge ändern.
Die Traditions-Buchhandlung wurde zum 15. Oktober 2012 nach 237 Jahren geschlossen. Der Name BAEDEKERHAUS bleibt dem Gebäude, auf Grund des Denkmalschutzes, erhalten.